# Tilman Meyer zu Erpen
Tilman Meyer zu Erpen (* 1959) ist ein deutscher Dressurreiter und Europameisterschaftsteilnehmer (Mannschaftseuropameister), der – für die Bundesrepublik startend – in den 1980er Jahren sportlich erfolgreich war.

## Leben
Tilman Meyer zu Erpen verbrachte seine Kindheit und Jugend in Werther (Westfalen), Kreis Halle (Westfalen), heute Kreis Gütersloh, und besuchte bis zum Abitur 1977 das Kreisgymnasium Halle. Er war bis 2014 als Geschäftsführer der Firma Cavallo in Bad Oeynhausen tätig und Mitglied im Vorstand des Bundesverbands der Deutschen Sportartikel-Industrie e. V. (BSI) mit Sitz in Bad Honnef von 2011 bis 2014.
Von 2015 bis 2019 war er zunächst CSO und ab 2016 CEO des Hosenherstellers Dr. Bock Industries AG. Seit 2020 führt er zusammen mit seiner Frau Bettina als Inhaber das ecos work spaces in Bielefeld.

## Sportliche Erfolge
Er erreichte bei den deutschen Meisterschaften in der Dressur in den Jahren 1981, 1982 und 1985 jeweils Platz 3. Bei den Europameisterschaften im Dressurreiten 1985 in Kopenhagen wurde er mit der Mannschaft zusammen mit Reiner Klimke, Uwe Sauer und Uwe Schulten-Baumer jun. Europameister sowie 5. in der Einzelwertung.